# Albaretto della Torre
Albaretto della Torre – miejscowość i gmina we Włoszech, w regionie Piemont, w prowincji Cuneo.
Według danych na rok 2004 gminę zamieszkiwały 254 osoby, 63,5 os./km².